# Liga Femenina de Voleibol Argentino 2018
La Liga Femenina de Voleibol Argentino 2018 fue la vigésima segunda edición del torneo más importante a nivel de clubes organizado por FeVA para equipos de voleibol femenino. En esta edición participaron dieciocho equipos. Esta edición de la liga sirvió de transición para poder crear en la siguiente temporada una «SuperLiga» con 12 participantes.
Durante el tercer weekend San Isidro de Formosa abandonó la competencia. En palabras de su mánager Miriam Correa el club dejó el torneo porque «dejar que cosas que tenían solución nos superen significa que no se estaba preparado para la competencia».
El campeón del torneo fue Boca Juniors que venció en la final a San Lorenzo de Almagro y logró su quinto título en la máxima división.

## Equipos participantes
| - Banco Provincia (La Plata) - Biblioteca Rivadavia (Villa María) - Boca Juniors (Buenos Aires) - Club Universitario (Caleta Olivia) - Club Rosario (Rosario) - El Biguá (Neuquén) - Gimnasia y Esgrima La Plata (La Plata) - Municipalidad de Plottier (Plottier) - River Plate (Buenos Aires) | - San Lorenzo de Almagro (Buenos Aires) - San Jorge (Santa Fe) - San José (Entre Ríos) - San Isidro (Formosa) - San Martín (Formosa) - Selección Menor Argentina - Vélez Sarsfield (Buenos Aires) - Villa Dora (Santa Fe) - Universitario del Comahue (Neuquén) |

## Formato de competencia
La Liga está dividida en varias fases. En la primera fase los dieciocho participantes se agrupan en tres zonas y se enfrentan todos contra todos dos veces, una como local y otra como visitante. Con base a los resultados obtenidos los equipos se ordenan en una tabla y los cuatro mejores de cada grupo avanzan de fase, quedando fuera de competencia los ubicados quintos y sextos.
En la segunda fase los doce clasificados se dividen nuevamente en tres zonas y se enfrentan en la misma. De esa segunda ronda avanzan ocho equipos que nuevamente se dividen en dos zonas de cuatro y de allí se determinan los semifinalistas. Los semifinalistas se enfrentan entre ellos y los ganadores de esos cruces disputan la final, para determinar al equipo campeón de la temporada.

## Primera fase

### Zona A
| Pos. | Equipo                              | Pts | Partidos | Partidos | Partidos | Sets | Sets |
| Pos. | Equipo                              | Pts | PJ       | PG       | PP       | SG   | SP   |
| ---- | ----------------------------------- | --- | -------- | -------- | -------- | ---- | ---- |
| 1.º  | Gimnasia y Esgrima (La Plata)       | 27  | 10       | 9        | 1        | 28   | 3    |
| 2.º  | Banco Provincia (La Plata)          | 27  | 10       | 9        | 1        | 27   | 4    |
| 3.º  | Municipalidad de Plottier (Neuquén) | 15  | 10       | 5        | 5        | 17   | 17   |
| 4.º  | Universitario (Caleta Olivia)       | 14  | 10       | 5        | 5        | 15   | 19   |
| 5.º  | El Biguá (Neuquén)                  | 7   | 10       | 3        | 7        | 10   | 24   |
| 6.º  | Universitario del Comahue (Neuquén) | 0   | 10       | 0        | 10       | 0    | 30   |

|  |                 |
|  | Avanza de fase. |

Primer weekend
| 3 de febrero, 21:00 | Gimnasia (LP) | 3 - 0                           | Banco Provincia (LP) | Polideportivo Víctor Nethol, La Plata |  |
|                     |               | ( 25-21, 25-19, 25-18 ) Reporte |                      |                                       |  |

| 3 de febrero, 21:00 | Municipalidad de Plottier | Suspendido | Universitario del Comahue |  |  |
|                     |                           | Reporte    |                           |  |  |

Segundo weekend
| 7 de febrero, 21:00 | Gimnasia (LP) | 3 - 0 | Universitario (CO) | Polideportivo Víctor Nethol, La Plata |  |
|                     |               | ( 25-21, 25-12, 25-8 ) [www.feva.org.ar/noticias/muestra_nota.php?categoria=categoria_liga_argentina_femenina_comentarios&id=265 Reporte] |                    |                                       |  |

| 8 de febrero, 21:00 | Banco Provincia (LP) | 3 - 0                          | Universitario (CO) | Banco Provincia, City Bell |  |
|                     |                      | ( 25-15, 25-7, 25-11 ) Reporte |                    |                            |  |

| 10 de febrero, 21:00 | El Biguá (N) | 3 - 0                          | Universitario del Comahue | Club El Biguá, Neuquén |  |
|                      |              | ( 25-20, 25-9, 25-22 ) Reporte |                           |                        |  |

| 11 de febrero, 21:00 | El Biguá (N) | 2 - 3                                         | Municipalidad de Plottier | Club El Biguá, Neuquén |  |
|                      |              | ( 12-25, 16-25, 25-23, 25-22, 12-15 ) Reporte |                           |                        |  |

| 11 de febrero, 21:00 | Universitario del Comahue | 0 - 3                           | Universitario (CO) |  |  |
|                      |                           | ( 22-25, 13-25, 23-25 ) Reporte |                    |  |  |

Tercer weekend
| 13 de febrero, 21:00 | El Biguá (N) | 1 - 3                                  | Universitario (CO) | Club El Biguá, Neuquén |  |
|                      |              | ( 25-17, 22-25, 20-25, 20-25 ) Reporte |                    |                        |  |

| 14 de febrero, 21:00 | Municipalidad de Plottier | 3 - 0                           | Universitario (CO) | Estadio de la Escuela Nro.2, Neuquén |  |
|                      |                           | ( 25-19, 25-23, 25-11 ) Reporte |                    |                                      |  |

| 16 de febrero, 21:00 | Banco Provincia (LP) | 3 - 1                                  | Gimnasia (LP) |  |  |
|                      |                      | ( 16-25, 25-22, 25-21, 27-25 ) Reporte |               |  |  |

| 17 de febrero, 17:00 | Universitario del Comahue | 0 - 3                           | Municipalidad de Plottier |  |  |
|                      |                           | ( 16-25, 24-26, 18-25 ) Reporte |                           |  |  |

| 17 de febrero, 21:00 | Universitario del Comahue | 0 - 3                          | El Biguá (N) |  |  |
|                      |                           | ( 19-25, 18-25 17-25 ) Reporte |              |  |  |

| 19 de febrero, 21:00                     | Municipalidad de Plottier | 3 - 0                           | Universitario del Comahue |  |  |
|                                          |                           | ( 25-12, 25-18, 25-16 ) Reporte |                           |  |  |
| Partido reprogramado del primer weekend. |                           |                                 |                           |  |  |

Cuarto weekend
| 22 de febrero, 21:00 | Universitario (CO) | 3 - 1                                  | El Biguá (N) | Complejo Deportivo Municipal “Ingeniero Knudsen”, Caleta Olivia |  |
|                      |                    | ( 25-18, 24-26, 25-23, 25-17 ) Reporte |              |                                                                 |  |

| 24 de febrero, 21:00 | Universitario (CO) | 3 - 0                            | Universitario (Comahue) | Complejo Deportivo Municipal “Ingeniero Knudsen”, Caleta Olivia |  |
|                      |                    | ( 25-14, 25-18 y 25-17 ) Reporte |                         |                                                                 |  |

| 25 de febrero, 20:00 | Universitario (CO) | 3 - 2                                        | Municipalidad de Plottier | Complejo Deportivo Municipal “Ingeniero Knudsen”, Caleta Olivia |  |
|                      |                    | ( 25-18, 19-25, 16-25, 25-21, 15-6 ) Reporte |                           |                                                                 |  |

Quinto weekend
| 28 de febrero, 21:00 | Universitario (CO) | 0 - 3                           | Banco Provincia (LP) | Complejo Deportivo Municipal “Ingeniero Knudsen”, Caleta Olivia |  |
|                      |                    | ( 21-25, 12-25, 21-25 ) Reporte |                      |                                                                 |  |

| 1 de marzo, 21:00 | Universitario (CO) | 0 - 3                           | Gimnasia (LP) | Complejo Deportivo Municipal “Ingeniero Knudsen”, Caleta Olivia |  |
|                   |                    | ( 13-25, 16-25, 22-25 ) Reporte |               |                                                                 |  |

| 2 de marzo, 21:00 | Municipalidad de Plottier | 3 - 0                           | El Biguá | Estadio Ruca Che, Neuquén |  |
|                   |                           | ( 25-22, 25-20, 25-22 ) Reporte |          |                           |  |

| 3 de marzo, 21:00 | Universitario (Comahue) | 0 - 3                           | Gimnasia (LP) |  |  |
|                   |                         | ( 10-25, 10-25, 16-25 ) Reporte |               |  |  |

| 3 de marzo, 21:00 | Municipalidad de Plottier | 0 - 3                           | Banco Provincia (LP) |  |  |
|                   |                           | ( 21-25, 20-25, 12-25 ) Reporte |                      |  |  |

| 4 de marzo, 21:00 | Universitario (Comahue) | 0 - 3                        | Banco Provincia (LP) |  |  |
|                   |                         | ( 5-25, 7-25,16-25 ) Reporte |                      |  |  |

| 4 de marzo, 21:00 | El Biguá (N) | 0 - 3                           | Gimnasia (LP) | Club El Biguá, Neuquén |  |
|                   |              | ( 19-25, 17-25, 16-25 ) Reporte |               |                        |  |

| 5 de marzo, 21:00 | Municipalidad de Plottier | 0 - 3                           | Gimnasia (LP) |  |  |
|                   |                           | ( 17-25, 11-25, 20-25 ) Reporte |               |  |  |

| 5 de marzo, 21:00 | El Biguá (N) | 0 - 3                          | Banco Provincia (LP) | Club El Biguá, Neuquén |  |
|                   |              | ( 16-25, 9-25, 19-25 ) Reporte |                      |                        |  |

Sexto weekend
| 9 de marzo, 21:00 | Gimnasia (LP) | 3 - 0                         | Universitario (Comahue) | Polideportivo Víctor Nethol, La Plata |  |
|                   |               | ( 25-5, 25-7, 25-14 ) Reporte |                         |                                       |  |

| 9 de marzo, 21:00 | Banco Provincia (LP) | 3 - 0                          | Municipalidad de Plottier |  |  |
|                   |                      | ( 25-9, 25-10, 25-12 ) Reporte |                           |  |  |

| 10 de marzo, 21:00 | Gimnasia (LP) | 3 - 0 | El Biguá (N) | Polideportivo Víctor Nethol, La Plata |  |
|                    |               | ( 25-10, 25-10, 25-13 ) [www.feva.org.ar/noticias/muestra_nota.php?categoria=categoria_liga_argentina_femenina_comentarios&id=301 Reporte] |              |                                       |  |

| 10 de marzo, 21:00 | Banco Provincia (LP) | 3 - 0                        | Universitario (Comahue) |  |  |
|                    |                      | ( 25-8, 25-9, 25-9 ) Reporte |                         |  |  |

| 11 de marzo, 20:00 | Gimnasia (LP) | 3 - 0                           | Municipalidad de Plottier | Polideportivo Víctor Nethol, La Plata |  |
|                    |               | ( 25-19, 25-13, 25-11 ) Reporte |                           |                                       |  |

| 11 de marzo, 20:00 | Banco Provincia (LP) | 3 - 0                           | El Biguá (N) |  |  |
|                    |                      | ( 25-18, 25-14, 25-13 ) Reporte |              |  |  |

### Zona B
| Pos. | Equipo                 | Pts | Partidos | Partidos | Partidos | Sets | Sets |
| Pos. | Equipo                 | Pts | PJ1      | PG       | PP       | SG   | SP   |
| ---- | ---------------------- | --- | -------- | -------- | -------- | ---- | ---- |
| 1.º  | Villa Dora (Santa Fe)  | 20  | 8        | 7        | 1        | 23   | 9    |
| 2.º  | San Lorenzo de Almagro | 18  | 8        | 7        | 1        | 22   | 12   |
| 3.º  | Vélez Sarsfield        | 13  | 8        | 4        | 4        | 18   | 15   |
| 4.º  | Club Rosario           | 5   | 8        | 1        | 7        | 10   | 21   |
| 5.º  | San Martín (Formosa)   | 4   | 8        | 1        | 7        | 6    | 22   |
| 6.º  | San Isidro (Formosa)   | 0   | 3        | 0        | 3        | 0    | 9    |

| Avanza de fase. |

1: No se tienen en cuenta los partidos jugados por los equipos ante San Isidro de Formosa puesto que éste abandonó el torneo.
Primer weekend
| 3 de febrero, 19:30 | Villa Dora | 3 - 2                                       | San Martín (F) | Club Villa Dora, Santa Fe |  |
|                     |            | ( 25-20, 23-25, 25-8, 22-25, 15-9 ) Reporte |                |                           |  |

| 3 de febrero, 20:00 | Club Rosario | 3 - 0                           | San Isidro (F) | Microestadio Claudio Newell, Rosario |  |
|                     |              | ( 25-16, 25-10, 25-22 ) Reporte |                |                                      |  |

| 3 de febrero, 20:00 | San Lorenzo de Almagro | 3 - 1                                  | Vélez Sarsfield | Salón San Martín, Buenos Aires |  |
|                     |                        | ( 25-23, 21-25, 25-15, 25-19 ) Reporte |                 |                                |  |

| 4 de febrero, 18:30 | Villa Dora | 3 - 0                           | San Isidro (F) | Club Villa Dora, Santa Fe |  |
|                     |            | ( 25-12, 25-13, 25-16 ) Reporte |                |                           |  |

| 4 de febrero, 20:00 | Club Rosario | 3 - 0                           | San Martín (F) | Microestadio Claudio Newell, Rosario |  |
|                     |              | ( 25-13, 25-18, 25-17 ) Reporte |                |                                      |  |

Segundo weekend
| 10 de febrero, 21:00 | Vélez Sarsfield | 3 - 1                                  | Club Rosario | Estadio Ana Petracca, Buenos Aires |  |
|                      |                 | ( 25-16, 25-20, 12-25, 25-15 ) Reporte |              |                                    |  |

| 10 de febrero, 21:00 | San Lorenzo de Almagro | 3 - 2                                 | Villa Dora | Salón San Martín, Buenos Aires                                                                                              | |
|                      |                        | ( 25-17, 25-18, 20-25, 22-25, 18-16 ) |            | Árbitro(s): http://www.feva.org.ar/noticias/muestra_nota.php?categoria=categoria_liga_argentina_femenina_comentarios&id=270 | Árbitro(s): http://www.feva.org.ar/noticias/muestra_nota.php?categoria=categoria_liga_argentina_femenina_comentarios&id=270 |

| 10 de febrero, 21:00 | San Isidro (F) | 0 - 3                           | San Martín (F) | Estadio Centenario, Formosa |  |
|                      |                | ( 18-25, 10-25, 19-25 ) Reporte |                |                             |  |

| 11 de febrero, 20:00 | Vélez Sarsfield | 2 - 3                                         | Villa Dora | Gimnasio Ana Petracca, Buenos Aires |  |
|                      |                 | ( 25-18, 25-27, 25-19, 15-25, 10-15 ) Reporte |            |                                     |  |

| 11 de febrero, 20:00 | San Lorenzo de Almagro | 3 - 2                                         | Club Rosario | Salón San Martín, Buenos Aires |  |
|                      |                        | ( 25-27, 25-15, 26-24, 22-25, 15-11 ) Reporte |              |                                |  |

Tercer weekend
| 16 de febrero, 21:00 | San Martín (F) | 0 - 3                           | Vélez Sarsfield | Estadio de San Martín, Formosa |  |
|                      |                | ( 22-25, 15-25, 24-26 ) Reporte |                 |                                |  |

| 16 de febrero, 21:00 | San Isidro (F) | suspendido | San Lorenzo de Almagro | Estadio Centenario, Formosa |  |

| 17 de febrero, 21:00 | San Isidro (F) | suspendido | Vélez Sarsfield | Estadio Centenario, Formosa |  |

| 17 de febrero, 21:00 | San Martín (F) | 0 - 3                           | San Lorenzo de Almagro | Estadio de San Martín, Formosa |  |
|                      |                | ( 20-25, 19-25, 18-25 ) Reporte |                        |                                |  |

| 18 de febrero, 21:30 | Villa Dora | 3 - 0 | Club Rosario |  |  |
|                      |            | ( 25-22, 25-23, 25-21 ) [www.feva.org.ar/noticias/muestra_nota.php?categoria=categoria_liga_argentina_femenina_resultados&id=18 Reporte] |              |  |  |

Cuarto weekend
| 24 de febrero, 21:00 | San Martín (F) | 0 - 3                           | Villa Dora | Estadio de San Martín, Formosa |  |
|                      |                | ( 22-25, 15-25, 24-26 ) Reporte |            |                                |  |

| 24 de febrero, 21:00 | San Isidro (F) | suspendido | Club Rosario | Estadio Centenario, Formosa |  |

| 24 de febrero, 21:00 | Vélez Sarsfield | 2 - 3                                      | San Lorenzo de Almagro | Estadio Ana Petracca, Buenos Aires |  |
|                      |                 | ( 25-20,24-26,25-20,19-25, 13-15 ) Reporte |                        |                                    |  |

| 25 de febrero, 20:00 | San Martín (F) | 3 - 1                                  | Club Rosario | Estadio de San Martín, Formosa |  |
|                      |                | ( 26-24, 22-25, 27-25, 25-18 ) Reporte |              |                                |  |

| 25 de febrero, 20:00 | San Isidro (F) | suspendido | Villa Dora | Estadio Centenario, Formosa |  |

Quinto weekend
| 2 de marzo, 21:00 | Villa Dora | 3 - 1                                  | Vélez Sarsfield |  |  |
|                   |            | ( 25-14, 25-19, 21-25, 27-25 ) Reporte |                 |  |  |

| 3 de marzo, 21:00 | Club Rosario | 1 - 3                                  | San Lorenzo de Almagro |  |  |
|                   |              | ( 19-25, 23-25, 25-20, 22-25 ) Reporte |                        |  |  |

| 3 de marzo, 19:30 | San Martín (F) | suspendido | San Isidro (F) |  |  |

| 4 de marzo, 20:00 | Club Rosario | 2 - 3                                         | Vélez Sarsfield |  |  |
|                   |              | ( 25-18, 21-25, 22-25, 25-19, 14-16 ) Reporte |                 |  |  |

| 4 de marzo, 20:00 | Villa Dora | 3 - 1                                  | San Lorenzo de Almagro |  |  |
|                   |            | ( 25-20, 21-25, 25-18, 25-22 ) Reporte |                        |  |  |

Sexto weekend
| 10 de marzo, 21:00 | Vélez Sarsfield | 3 - 0                           | San Martín (F) |  |  |
|                    |                 | ( 26-24, 25-19, 25-12 ) Reporte |                |  |  |

| 10 de marzo, 21:00 | San Lorenzo de Almagro | suspendido | San Isidro (F) |  |  |

| 10 de marzo, 21:00 | Club Rosario | 0 - 3                           | Villa Dora |  |  |
|                    |              | ( 16-25, 16-25, 20-25 ) Reporte |            |  |  |

| 11 de marzo, 20:00 | Vélez Sarsfield | suspendido | San Isidro (F) |  |  |

| 11 de marzo, 20:00 | San Lorenzo de Almagro | 3 - 1                                 | San Martín (F) | Polideportivo Roberto Pando, Buenos Aires |  |
|                    |                        | ( 25-23, 23-25, 25-12, 25-5 ) Reporte |                |                                           |  |

### Zona C
| Pos. | Equipo                  | Pts | Partidos | Partidos | Partidos | Sets | Sets |
| Pos. | Equipo                  | Pts | PJ       | PG       | PP       | SG   | SP   |
| ---- | ----------------------- | --- | -------- | -------- | -------- | ---- | ---- |
| 1.º  | Boca Juniors            | 29  | 10       | 9        | 1        | 28   | 7    |
| 2.º  | San José (Entre Ríos)   | 18  | 10       | 5        | 5        | 21   | 18   |
| 3.º  | River Plate             | 16  | 10       | 6        | 4        | 20   | 17   |
| 4.º  | San Jorge (Santa Fe)    | 16  | 10       | 5        | 5        | 21   | 18   |
| 5.º  | Rivadavia (Villa María) | 14  | 10       | 5        | 5        | 16   | 19   |
| 6.º  | Selección menor         | 0   | 10       | 0        | 10       | 3    | 30   |

|  |                 |
|  | Avanza de fase. |

Primer weekend
| 2 de febrero, 21:00 | River Plate | 3 - 0                           | Selección menor | Gimnasio de Vóley de River, Buenos Aires |  |
|                     |             | ( 25-21, 25-14, 25-21 ) Reporte |                 |                                          |  |

| 3 de febrero, 21:00 | San José (ER) | 3 - 1                                  | Rivadavia (VM) | Estadio de San José, San José |  |
|                     |               | ( 25-21, 18-25, 25-23, 25-21 ) Reporte |                |                               |  |

| 3 de febrero, 21:00 | Boca Juniors | 3 - 0                           | River Plate | Polideportivo Quinquela Martín, |                          |
|                     |              | ( 25-13, 25-19, 25-17 ) Reporte |             | Árbitro(s): Buenos Aires        | Árbitro(s): Buenos Aires |

| 4 de febrero, 20:00 | San José (ER) | 3 - 1                                  | San Jorge (SF) | Estadio de San José, San José |  |
|                     |               | ( 25-22, 25-20, 18-25, 25-20 ) Reporte |                |                               |  |

Segundo weekend
| 9 de febrero, 19:30 | Selección menor | 0 - 3                           | Boca Juniors |  |  |
|                     |                 | ( 17-25, 19-25, 18-25 ) Reporte |              |  |  |

| 9 de febrero, 21:00 | San Jorge (SF) | 3 - 0                           | Rivadavia (VM) | Estadio Polideportivo Raúl Novaira, San Jorge |  |
|                     |                | ( 25-21, 25-19, 25-23 ) Reporte |                |                                               |  |

| 9 de febrero, 21:30 | River Plate | 3 - 0                           | San José (ER) | Gimnasio de Vóley de River, Buenos Aires |  |
|                     |             | ( 25-22, 29-27, 25-17 ) Reporte |               |                                          |  |

| 10 de febrero, 21:00 | Boca Juniors | 3 - 0                           | San José (ER) | Polideportivo Quinquela Martín, Buenos Aires |  |
|                      |              | ( 25-12, 28-26, 25-18 ) Reporte |               |                                              |  |

| 11 de febrero, 20:00 | Rivadavia (VM) | 3 - 1                                  | San Jorge (SF) | Rivadavia, Villa María |  |
|                      |                | ( 25-23, 22-25, 25-15, 25-23 ) Reporte |                |                        |  |

Tercer weekend
| 14 de febrero, 20:00 | Selección menor | 0 - 3                           | Rivadavia (VM) |  |  |
|                      |                 | ( 15-25, 21-25, 17-25 ) Reporte |                |  |  |

| 15 de febrero, 21:00 | Boca Juniors | 3 - 0                           | Rivadavia (VM) |  |  |
|                      |              | ( 25-16, 25-21, 25-12 ) Reporte |                |  |  |

| 15 de febrero, 21:00 | River Plate | 0 - 3                           | San Jorge (SF) | Gimnasio de Vóley de River, Buenos Aires |  |
|                      |             | ( 21-25, 25-27, 22-25 ) Reporte |                |                                          |  |

| 17 de febrero, 19:00 | Selección menor | 0 - 3                           | San José (ER) |  |  |
|                      |                 | ( 19-25, 24-26, 22-25 ) Reporte |               |  |  |

| 17 de febrero, 20:00 | River Plate | 3 - 0                           | Rivadavia (VM) | Gimnasio de Vóley de River, Buenos Aires |  |
|                      |             | ( 25-21, 25-16, 25-15 ) Reporte |                |                                          |  |

| 17 de febrero, 21:00 | Boca Juniors | 3 - 0                           | San Jorge |  |  |
|                      |              | ( 25-17, 25-15, 25-19 ) Reporte |           |  |  |

| 18 de febrero, 20:00 | Selección menor | 1 - 3                           | San Jorge (SF) |  |  |
|                      |                 | ( 19-25, 24-26, 22-25 ) Reporte |                |  |  |

Cuarto weekend
| 22 de febrero, 21:00 | San José (ER) | 3 - 0                           | Selección menor |  |  |
|                      |               | ( 25-18, 25-20, 25-23 ) Reporte |                 |  |  |

| 24 de febrero, 19:30 | Rivadavia (VM) | 3 - 1                                  | River Plate |  |  |
|                      |                | ( 18-25, 25-20, 25-22, 25-14 ) Reporte |             |  |  |

| 24 de febrero, 20:00 | San Jorge (SF) | 3 - 0                           | Selección menor | Polideportivo “Raúl Novaira”, San Jorge |  |
|                      |                | ( 25-18, 25-22, 25-13 ) Reporte |                 |                                         |  |

| 25 de febrero, 20:00 | Rivadavia (VM) | 3 - 0                           | Selección menor |  |  |
|                      |                | ( 25-23, 25-17, 25-19 ) Reporte |                 |  |  |

| 25 de febrero, 20:00 | San Jorge (SF) | 2 - 3                                         | River Plate |  |  |
|                      |                | ( 22-25, 25-22, 25-27, 25-20, 12-25 ) Reporte |             |  |  |

Quinto weekend
| 2 de marzo, 21:00 | River Plate | 1 - 3                                  | Boca Juniors | Gimnasio de Vóley de River, Buenos Aires |  |
|                   |             | ( 23-25, 25-23, 17-25, 17-25 ) Reporte |              |                                          |  |

| 3 de marzo, 21:00 | Rivadavia (VM) | 3 - 2                                        | San José (ER) |  |  |
|                   |                | ( 25-17, 16-25, 27-29, 25-21, 15-8 ) Reporte |               |  |  |

| 3 de marzo, 21:00 | Selección menor | 1 - 3                                  | River Plate |  |  |
|                   |                 | ( 14-25, 26-24, 21-25, 18-25 ) Reporte |             |  |  |

| 4 de marzo, 20:00 | Boca Juniors | 3 - 1                                  | Selección menor |  |  |
|                   |              | ( 25-15, 27-29, 25-13, 25-18 ) Reporte |                 |  |  |

| 4 de marzo, 20:00 | San Jorge (SF) | 3 - 2                                         | San José (ER) |  |  |
|                   |                | ( 25-14, 20-25, 20-25, 25-19, 16-14 ) Reporte |               |  |  |

Sexto weekend
| 8 de marzo, 21:00 | Rivadavia (VM) | 0 - 3                           | Boca Juniors |  |  |
|                   |                | ( 23-25, 19-25, 18-25 ) Reporte |              |  |  |

| 9 de marzo, 21:00 | San José (ER) | 2 - 3                                         | River Plate |  |  |
|                   |               | ( 25-23, 17-25, 26-25, 18-25, 13-15 ) Reporte |             |  |  |

| 9 de marzo, 21:00 | San Jorge (SF) | 2 - 3                                         | Boca Juniors | Polideportivo “Raúl Novaira”, San Jorge |  |
|                   |                | ( 17-25, 33-31, 23-25, 26-24, 11-15 ) Reporte |              |                                         |  |

| 11 de marzo, 21:00 | San José (ER) | 3 - 1                                  | Boca Juniors |  |  |
|                    |               | ( 25-20, 25-18, 16-25, 27-25 ) Reporte |              |  |  |

## Segunda fase

### Zona D
| Pos. | Equipo                        | Pts | Partidos | Partidos | Partidos | Sets | Sets |
| Pos. | Equipo                        | Pts | PJ       | PG       | PP       | SG   | SP   |
| ---- | ----------------------------- | --- | -------- | -------- | -------- | ---- | ---- |
| 1.º  | Gimnasia y Esgrima (La Plata) | 8   | 3        | 3        | 0        | 9    | 2    |
| 2.º  | San Lorenzo de Almagro        | 6   | 3        | 2        | 1        | 8    | 5    |
| 3.º  | River Plate                   | 4   | 3        | 1        | 2        | 5    | 6    |
| 4.º  | Universitario (Caleta Olivia) | 0   | 3        | 0        | 3        | 0    | 9    |

|  |                 |
|  | Avanza de fase. |

| 16 de marzo, 19:00 | San Lorenzo de Almagro | 3 - 2                                         | River Plate | Polideportivo Víctor Nethol, La Plata |  |
|                    |                        | ( 27-25, 19-25, 16-25, 25-19, 15-13 ) Reporte |             |                                       |  |

| 16 de marzo, 21:00 | Gimnasia (LP) | 3 - 0                          | Universitario (CO) | Polideportivo Víctor Nethol, La Plata |  |
|                    |               | ( 25-9; 25-14, 25-22 ) Reporte |                    |                                       |  |

| 17 de marzo, 19:00 | San Lorenzo de Almagro | 3 - 0 | Universitario (CO) | Polideportivo Víctor Nethol, La Plata |  |
|                    |                        | ( 25-12, 25-14,1 25-15 ) [www.feva.org.ar/noticias/muestra_nota.php?categoria=categoria_liga_argentina_femenina_comentarios&id=309 Reporte] |                    |                                       |  |

| 17 de marzo, 21:00 | Gimnasia (LP) | 3 - 0 | River Plate | Polideportivo Víctor Nethol, La Plata |  |
|                    |               | ( 25-20, 25-16, 25-17 ) [www.feva.org.ar/noticias/muestra_nota.php?categoria=categoria_liga_argentina_femenina_comentarios&id=309 Reporte] |             |                                       |  |

| 18 de marzo, 18:00 | River Plate | 3 - 0                           | Universitario (CO) | Polideportivo Víctor Nethol, La Plata |  |
|                    |             | ( 25-14, 25-21, 25-14 ) Reporte |                    |                                       |  |

| 18 de marzo, 20:00 | Gimnasia (LP) | 3 - 2                                         | San Lorenzo de Almagro | Polideportivo Víctor Nethol, La Plata |  |
|                    |               | ( 13-25, 25-17, 25-19, 20-25, 15-11 ) Reporte |                        |                                       |  |

### Zona E
| Pos. | Equipo                              | Pts | Partidos | Partidos | Partidos | Sets | Sets |
| Pos. | Equipo                              | Pts | PJ       | PG       | PP       | SG   | SP   |
| ---- | ----------------------------------- | --- | -------- | -------- | -------- | ---- | ---- |
| 1.º  | Villa Dora (Santa Fe)               | 9   | 3        | 3        | 0        | 9    | 0    |
| 2.º  | San José (Entre Ríos)               | 5   | 3        | 2        | 1        | 6    | 6    |
| 3.º  | Club Rosario                        | 4   | 3        | 1        | 2        | 5    | 6    |
| 4.º  | Municipalidad de Plottier (Neuquén) | 0   | 3        | 0        | 3        | 1    | 9    |

|  |                 |
|  | Avanza de fase. |

| 16 de marzo, 19:00 | San José (ER) | 3 - 1                                 | Municipalidad de Plottier | Club Villa Dora, Santa Fe |  |
|                    |               | ( 25-11, 16-25, 25-6, 25-12 ) Reporte |                           |                           |  |

| 16 de marzo, 21:00 | Villa Dora | 3 - 0                           | Club Rosario | Club Villa Dora, Santa Fe |  |
|                    |            | ( 25-16, 26-24, 28-26 ) Reporte |              |                           |  |

| 17 de marzo, 19:00 | San José (ER) | 3 - 2                                         | Club Rosario | Club Villa Dora, Santa Fe |  |
|                    |               | ( 25-22, 23-25, 25-20, 21-25, 16-14 ) Reporte |              |                           |  |

| 17 de marzo, 21:00 | Villa Dora | 3 - 0                           | Municipalidad de Plottier | Club Villa Dora, Santa Fe |  |
|                    |            | ( 25-19, 25-12, 25-19 ) Reporte |                           |                           |  |

| 18 de marzo, 19:00 | Municipalidad de Plottier | 0 - 3                           | Club Rosario | Club Villa Dora, Santa Fe |  |
|                    |                           | ( 18-25, 14-25, 15-25 ) Reporte |              |                           |  |

| 18 de marzo, 21:00 | Villa Dora | 3 - 0                           | San José (ER) | Club Villa Dora, Santa Fe |  |
|                    |            | ( 25-20, 25-21, 25-21 ) Reporte |               |                           |  |

### Zona F
| Pos. | Equipo                     | Pts | Partidos | Partidos | Partidos | Sets | Sets |
| Pos. | Equipo                     | Pts | PJ       | PG       | PP       | SG   | SP   |
| ---- | -------------------------- | --- | -------- | -------- | -------- | ---- | ---- |
| 1.º  | Boca Juniors               | 9   | 3        | 3        | 0        | 9    | 2    |
| 2.º  | Banco Provincia (La Plata) | 5   | 3        | 2        | 1        | 7    | 6    |
| 3.º  | San Jorge (Santa Fe)       | 3   | 3        | 1        | 2        | 6    | 8    |
| 4.º  | Vélez Sarsfield            | 1   | 3        | 0        | 3        | 3    | 9    |

|  |                 |
|  | Avanza de fase. |

| 16 de marzo, 19:00 | Boca Juniors | 3 - 1                                  | San Jorge (SF) | Gimnasio Ana Petracca, Buenos Aires |  |
|                    |              | ( 22-25, 25-15, 25-17, 25-18 ) Reporte |                |                                     |  |

| 16 de marzo, 21:00 | Banco Provincia (LP) | 3 - 1                                  | Vélez Sarsfield | Gimnasio Ana Petracca, Buenos Aires |  |
|                    |                      | ( 25-21, 25-18, 23-25, 25-21 ) Reporte |                 |                                     |  |

| 17 de marzo, 18:00 | Banco Provincia (LP) | 3 - 2                                         | San Jorge (SF) | Gimnasio Ana Petracca, Buenos Aires |  |
|                    |                      | ( 29-31, 24-26, 27-25, 25-23, 15-12 ) Reporte |                |                                     |  |

| 17 de marzo, 20:00 | Boca Juniors | 3 - 0                           | Vélez Sarsfield | Gimnasio Ana Petracca, Buenos Aires |  |
|                    |              | ( 25-22, 25-19, 25-23 ) Reporte |                 |                                     |  |

| 18 de marzo, 18:00 | Boca Juniors | 3 - 1                                  | Banco Provincia (LP) | Gimnasio Ana Petracca, Buenos Aires |  |
|                    |              | ( 25-16, 24-26, 25-14, 26-24 ) Reporte |                      |                                     |  |

| 18 de marzo, 20:00 | Vélez Sarsfield | 2 - 3                                        | San Jorge (SF) | Gimnasio Ana Petracca, Buenos Aires |  |
|                    |                 | ( 23-25, 25-19, 22-25 25-14, 12-15 ) Reporte |                |                                     |  |

### Tabla de terceros
| Zona | Equipo               | Pts | Partidos | Partidos | Partidos | Sets | Sets |
| Zona | Equipo               | Pts | PJ       | PG       | PP       | SG   | SP   |
| ---- | -------------------- | --- | -------- | -------- | -------- | ---- | ---- |
| E    | Club Rosario         | 4   | 3        | 1        | 2        | 5    | 6    |
| D    | River Plate          | 4   | 3        | 1        | 2        | 5    | 6    |
| F    | San Jorge (Santa Fe) | 3   | 3        | 1        | 2        | 6    | 8    |

|  |                 |
|  | Avanza de fase. |

## Tercera fase

### Zona G
| Pos. | Equipo                     | Pts | Partidos | Partidos | Partidos | Sets | Sets |
| Pos. | Equipo                     | Pts | PJ       | PG       | PP       | SG   | SP   |
| ---- | -------------------------- | --- | -------- | -------- | -------- | ---- | ---- |
| 1.º  | Villa Dora (Santa Fe)      | 7   | 3        | 3        | 0        | 9    | 5    |
| 2.º  | San Lorenzo de Almagro     | 6   | 3        | 2        | 1        | 7    | 5    |
| 3.º  | River Plate                | 4   | 3        | 1        | 2        | 6    | 7    |
| 4.º  | Banco Provincia (La Plata) | 1   | 3        | 0        | 3        | 4    | 9    |

|  |                 |
|  | Avanza de fase. |

| 30 de marzo, 18:00 | San Lorenzo de Almagro | 3 - 1                                  | Banco Provincia (LP) | Estadio de Villa Dora, Santa Fe |  |
|                    |                        | ( 18-25, 25-15, 25-22, 25-20 ) Reporte |                      |                                 |  |

| 30 de marzo, 20:00 | Villa Dora | 3 - 2                                         | River Plate | Estadio de Villa Dora, Santa Fe |  |
|                    |            | ( 25-15, 23-25, 25-18, 25-27, 15-11 ) Reporte |             |                                 |  |

| 31 de marzo, 18:00 | San Lorenzo de Almagro | 3 - 1                                  | River Plate | Estadio de Villa Dora, Santa Fe |  |
|                    |                        | ( 23-25, 25-14, 25-20, 25-19 ) Reporte |             |                                 |  |

| 31 de marzo, 20:00 | Villa Dora | 3 - 2                                        | Banco Provincia (LP) | Estadio de Villa Dora, Santa Fe |  |
|                    |            | ( 25-23, 23-25, 19-25, 25-18, 15-6 ) Reporte |                      |                                 |  |

| 1 de abril, 18:00 | Banco Provincia (LP) | 1 - 3                                  | River Plate | Estadio de Villa Dora, Santa Fe |  |
|                   |                      | ( 29-27, 23-25, 23-25, 20-25 ) Reporte |             |                                 |  |

| 1 de abril, 20:00 | Villa Dora | 3 - 1                                  | San Lorenzo de Almagro | Estadio de Villa Dora, Santa Fe |  |
|                   |            | ( 18-25, 25-22, 25-21, 25-12 ) Reporte |                        |                                 |  |

### Zona H
| Pos. | Equipo                        | Pts | Partidos | Partidos | Partidos | Sets | Sets |
| Pos. | Equipo                        | Pts | PJ       | PG       | PP       | SG   | SP   |
| ---- | ----------------------------- | --- | -------- | -------- | -------- | ---- | ---- |
| 1.º  | Gimnasia y Esgrima (La Plata) | 9   | 3        | 3        | 0        | 9    | 1    |
| 2.º  | Boca Juniors                  | 5   | 3        | 2        | 1        | 7    | 5    |
| 3.º  | San José (Entre Ríos)         | 2   | 3        | 1        | 2        | 3    | 8    |
| 4.º  | Club Rosario                  | 2   | 3        | 0        | 3        | 4    | 9    |

|  |                 |
|  | Avanza de fase. |

| 29 de marzo, 19:00 | Gimnasia (LP) | 3 - 0                           | San José (ER) | Polideportivo Quinquela Martín, Buenos Aires |  |
|                    |               | ( 25-14, 25-20, 28-26 ) Reporte |               |                                              |  |

| 29 de marzo, 21:00 | Boca Juniors | 3 - 2                                        | Club Rosario | Polideportivo Quinquela Martín, Buenos Aires |  |
|                    |              | ( 25-15, 23-25, 23-25, 25-13, 15-1 ) Reporte |              |                                              |  |

| 30 de marzo, 18:00 | Gimnasia (LP) | 3 - 0                           | Club Rosario | Polideportivo Quinquela Martín, Buenos Aires |  |
|                    |               | ( 25-19, 26-24, 25-18 ) Reporte |              |                                              |  |

| 30 de marzo, 20:00 | Boca Juniors | 3 - 0                           | San José (ER) | Polideportivo Quinquela Martín, Buenos Aires |  |
|                    |              | ( 25-18, 25-16, 25-13 ) Reporte |               |                                              |  |

| 31 de marzo, 18:00 | San José (ER) | 3 - 2                                         | Club Rosario | Polideportivo Quinquela Martín, Buenos Aires |  |
|                    |               | ( 25-18, 18-25, 25-16, 29-31, 15-13 ) Reporte |              |                                              |  |

| 31 de marzo, 20:00 | Boca Juniors | 1 - 3                                  | Gimnasia (LP) | Polideportivo Quinquela Martín, Buenos Aires |  |
|                    |              | ( 22-25, 16-25, 25-17, 23-25 ) Reporte |               |                                              |  |

## Cuarta fase
|  | Semifinales            | Semifinales | Semifinales            | Semifinales |   |              | Final | Final | Final | Final |  |
|  |                        |             |                        |             |   |              |       |       |       |       |  |
|  |                        |             |                        |             |   |              |       |       |       |       |  |
|  | Villa Dora             | 0           | 1                      | —           |   |              |       |       |       |       |  |
|  | Villa Dora             | 0           | 1                      | —           |   |              |       |       |       |       |  |
|  | Boca Juniors           | 3           | 3                      | —           |   |              |       |       |       |       |  |
|  | Boca Juniors           | 3           | 3                      | —           |   | Boca Juniors | 3     | 1     | 3     |       |  |
|  |                        |             |                        |             |   | Boca Juniors | 3     | 1     | 3     |       |  |
|  |                        |             | San Lorenzo de Almagro | 2           | 3 | 2            |       |       |       |       |  |
|  | Gimnasia (LP)          | 0           | San Lorenzo de Almagro | 2           | 3 | 2            | 2     | —     |       |       |  |
|  | Gimnasia (LP)          | 0           |                        |             |   |              | 2     | —     |       |       |  |
|  | San Lorenzo de Almagro | 3           | 3                      | —           |   |              |       |       |       |       |  |
|  | San Lorenzo de Almagro | 3           | 3                      | —           |   |              |       |       |       |       |  |
|  |                        |             |                        |             |   |              |       |       |       |       |  |

### Semifinales
Villa Dora - Boca Juniors
| 5 de abril, 21:00 | Boca Juniors | 3 - 0                          | Villa Dora | Microestadio Luis Conde, Buenos Aires |  |
|                   |              | ( 27-25, 26-24, 25-9 ) Reporte |            |                                       |  |

| 7 de abril, 20:00 | Villa Dora | 1 - 3                                  | Boca Juniors | Villa Dora, Santa Fe |  |
|                   |            | ( 18-25, 18-25, 25-18, 20-25 ) Reporte |              |                      |  |

Gimnasia y Esgrima La Plata - San Lorenzo de Almagro
| 5 de abril, 21:00 | San Lorenzo de Almagro | 3 - 0                           | Gimnasia (LP) | Salón San Martín, Buenos Aires |  |
|                   |                        | ( 26-24, 25-15, 25-21 ) Reporte |               |                                |  |

| 7 de abril, 21:00 | Gimnasia (LP) | 2 - 3                                         | San Lorenzo de Almagro | Polideportivo Víctor Nethol, La Plata |  |
|                   |               | ( 25-15, 25-22, 20-25, 22-25, 10-15 ) Reporte |                        |                                       |  |

### Final
Boca Juniors - San Lorenzo de Almagro
| 13 de abril, 21:00 | San Lorenzo de Almagro | 2 - 3                                         | Boca Juniors | Salón San Martín, Buenos Aires |  |
|                    |                        | ( 25-21, 21-25, 21-25, 25-19, 11-15 ) Reporte |              |                                |  |

| 14 de abril, 20:30 | Boca Juniors | 1 - 3                                  | San Lorenzo de Almagro | Microestadio UNTreF, Villa Lynch |  |
|                    |              | ( 26-28, 21-25, 25-23, 17-25 ) Reporte |                        |                                  |  |

| 15 de abril, 18:00 | Boca Juniors | 3 - 2                                         | San Lorenzo de Almagro | Microestadio Luis Conde, Buenos Aires |  |
|                    |              | ( 25-15, 25-13, 23-25, 23-25, 15-10 ) Reporte |                        |                                       |  |

Boca Juniors

Campeón

Quinto título